# Rudy (staw)
Rudy – staw rybny zlokalizowany w pobliżu rezerwatu przyrody Stawy Milickie (kompleks Jamnik), w zachodniej części Rudy Żmigrodzkiej (gmina Żmigród).
Staw istniał tutaj już przed II wojną światową, jednak po 1945 został zaniedbany, zarósł i wysechł. Zbiornik odtworzono w latach 80. XX wieku w niecce o powierzchni 150 ha, z czego lustro wody ma około 100 ha. Na terenie zbiornika znajduje się kilka wysp usypanych w trakcie prac budowlanych, a zamieszkałych przez mewy śmieszki (2000-4000 par lęgowych), rybitwy rzeczne (100 par) i różne gatunki kaczek (krzyżówki, głowietniki, czernice). Akwen zamieszkują też łabędzie nieme i czaple siwe. Dno muliste, choć zdarzają się miejsca twarde. Brzegi porośnięte głównie trzcinowiskami. Staw Rudy jest prywatnym łowiskiem karpiowym (ryby do 20 kg) z 60 stanowiskami dla wędkarzy. Łowić wolno od kwietnia do października na trzy wędki, w dzień i nocą, z rzutu i z łódek sterowanych zdalnie. Staw jest też dobrym miejscem obserwacji ptactwa. Południowo-zachodnim brzegiem przebiega ścieżka dydaktyczna Szlak Rudo-Barycki (Barycz przepływa niedaleko południowego brzegu stawu).

## Linki zewnętrzne

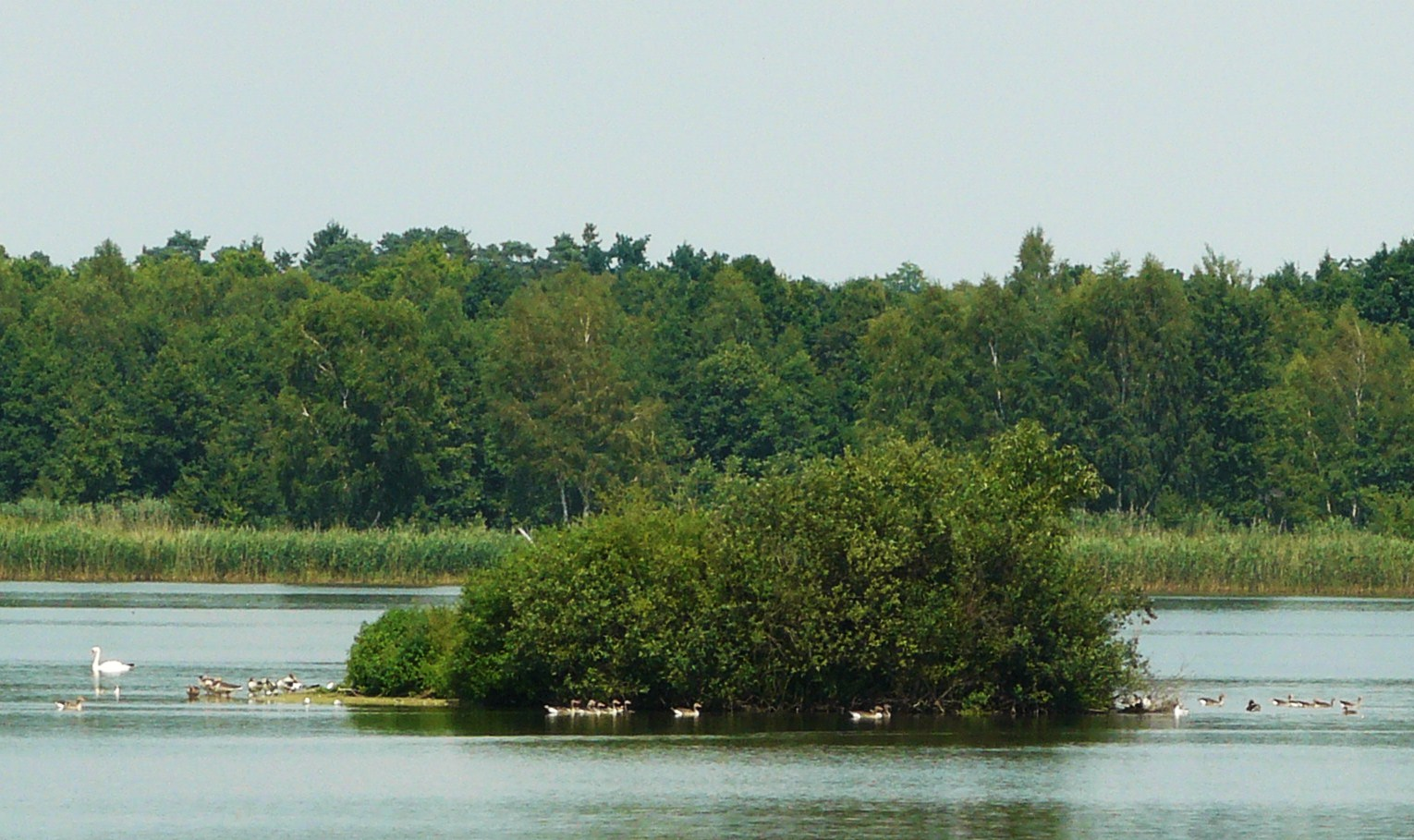
Jedna z wysp